# Roy Nissany
Roy Nissany (ur. 30 listopada 1994 w Tel Awiwie) – izraelski kierowca wyścigowy. W 2022 roku kierowca Formuły 2 w zespole DAMS. Od 2020 roku jest także kierowcą testowym zespołu Williams Racing w Formule 1.

## Życiorys

### Początki
Nissany rozpoczął karierę w jednomiejscowych bolidach wyścigowych w wieku 15 lat w 2009 roku poprzez gościnne starty w Węgierskich Mistrzostwach E-2000. Rok później pojawił się już na starcie LO Formel Lista Junior. Mimo zdobycia pole position do niedzielnego wyścigu na torze Autodromo Nazionale di Monza, ani raz nie zdołał stanąć na podium. Sezon ukończył na 8 pozycji w klasyfikacji generalnej.

### Formuła Master
Na lata 2011-2012 Roy podpisał kontrakt z niemiecką ekipą Mücke Motorsport na starty w Formule ADAC Masters. Gdy w pierwszym sezonie startów stanął dwukrotnie na podium i zajął ostatecznie 11 lokatę w klasyfikacji końcowej, w 2012 roku zdołał już po raz pierwszy w karierze zwyciężyć w wyścigu. Z dorobkiem 98 punktów uplasował się na 9 miejscu w klasyfikacji końcowej.

### Formuła 3
W 2013 roku Nissany przeniósł się do Formuły 3, gdzie startował w Europejskiej Formule 3 z zespołem kfzteile24 Mücke Motorsport. Z dorobkiem jedenastu punktów ukończył sezon na 22 pozycji w klasyfikacji generalnej. Rok później wystartował łącznie w 33 wyścigach, w ciągu których uzbierał 26 punktów. Wystarczyło to na siedemnaste miejsce w końcowej klasyfikacji kierowców.

### Formuła Renault 3.5
W sezonie 2015 awansował do Formuły Renault 3.5. Ścigając się w barwach francuskiego teamu Tech 1 Racing, punktował tylko pięciokrotnie, jednak w jednym z wyścigów stanął na najniższym stopniu podium. Sukces ten odnotował w drugim starcie na austriackim torze Red Bull Ring. Dorobek 27 punktów sklasyfikował go na 13. miejscu

## Wyniki

### Podsumowanie
| Sezon | Seria                         | Zespół                      | Starty | P1 | PP | NO | Podia | Punkty | Pozycja |
| ----- | ----------------------------- | --------------------------- | ------ | -- | -- | -- | ----- | ------ | ------- |
| 2009  | Węgierskie Mistrzostwa E-2000 |                             | 2      | 0  |    |    | 0     | 0      | NS      |
| 2010  | LO Formel Lista Junior        | Daltec Racing               | 12     | 0  | 1  | 1  | 0     | 43     | 8       |
| 2011  | Formuła ADAC Masters          | Mücke Motorsport            | 24     | 0  | 0  | 0  | 2     | 81     | 11      |
| 2012  | Formuła ADAC Masters          | Mücke Motorsport            | 23     | 1  | 0  | 0  | 1     | 98     | 9       |
| 2013  | Masters of Formula 3          | KFZTeile24 Mücke Motorsport | 1      | 0  | 0  | 0  | 0     | n.d.   | 16      |
| 2013  | Europejska Formuła 3          | KFZTeile24 Mücke Motorsport | 30     | 0  | 0  | 0  | 0     | 11     | 22      |
| 2014  | Europejska Formuła 3          | kfzteile24 Mücke Motorsport | 33     | 0  | 0  | 0  | 0     | 26     | 17      |
| 2015  | Formuła Renault 3.5           | Tech 1 Racing               | 17     | 0  | 0  | 0  | 1     | 27     | 13      |
| 2016  | Formuła V8 3.5                | Lotus                       | 18     | 3  | 3  | 5  | 7     | 189    | 4       |
| 2017  | Formuła V8 3.5                | RP Motorsport               | 18     | 1  | 0  | 2  | 6     | 201    | 5       |
| 2018  | Formuła 2                     | Campos Vexatec Racing       | 20     | 0  | 0  | 0  | 0     | 1      | 22      |
| 2020  | Formuła 2                     | Trident                     | 24     | 0  | 0  | 0  | 0     | 5      | 19      |
| 2021  | F3 Asian Championship         | Hitech Grand Prix           | 15     | 0  | 0  | 0  | 2     | 99     | 5       |
| 2021  | Formuła 2                     | DAMS                        | 23     | 0  | 0  | 1  | 1     | 16     | 16      |
| 2022  | Formuła 2                     | DAMS                        | 26     | 0  | 0  | 0  | 0     | 20     | 19      |
| 2023  | Formuła 2                     | PHM Racing by Charouz       |        |    |    |    |       |        |         |

### Europejska Formuła 3
| Legenda oznaczeń w tabelach wyników Wyświetl szablon na nowej stronie | Legenda oznaczeń w tabelach wyników Wyświetl szablon na nowej stronie                                                                     |
| Oznaczenie                                                            | Wyjaśnienie |
| --------------------------------------------------------------------- | --- |
| Złoty                                                                 | Zwycięzca lub mistrzostwo |
| Srebrny                                                               | 2. miejsce lub wicemistrzostwo |
| Brązowy                                                               | 3. miejsce lub II wicemistrzostwo |
| Zielony                                                               | Ukończył, punktował (w klasyfikacji generalnej, gdy zdobył co najmniej jeden punkt na przestrzeni sezonu, poza trzema powyższymi opcjami) |
| Niebieski                                                             | Ukończył, nie punktował (w klasyfikacji generalnej, gdy nie zdobył co najmniej jednego punktu na przestrzeni sezonu)                      |
| Czerwony                                                              | Nie zakwalifikował się (NZ) |
| Czerwony                                                              | Nie prekwalifikował się (NPK) |
| Różowy                                                                | Nie ukończył (NU) |
| Różowy                                                                | Niesklasyfikowany (NS) (w klasyfikacji generalnej, gdy nie został sklasyfikowany w żadnym wyścigu sezonu)                                 |
| Czarny                                                                | Zdyskwalifikowany (DK) |
| Czarny                                                                | Wykluczony (WYK/EX) |
| Biały                                                                 | Nie wystartował (NW) |
| Biały                                                                 | Kontuzjowany (K/INJ) |
| Biały                                                                 | Wyścig odwołany (OD/C) |
| Bez koloru                                                            | Został wycofany (WYC/WD) |
| Bez koloru                                                            | Nie przybył (NP/DNA) |
| Bez koloru                                                            | Nie brał udziału w treningach (NT/DNP) |
| Bez koloru                                                            | Nie został zgłoszony (–) |
| Pogrubienie                                                           | Start z pole position |
| Kursywa                                                               | Najszybsze okrążenie wyścigu |
| †                                                                     | Nie ukończył, ale jego rezultat został zaliczony ze względu na przejechanie więcej niż 90% dystansu wyścigu.                              |
| *                                                                     | Sezon w trakcie |
| 1/2/3                                                                 | Punktowana pozycja w sprincie kwalifikacyjnym                                                                                             |
| Lista systemów punktacji Formuły 1                                    | |

| Rok  | Zespół                      | Wyniki w poszczególnych eliminacjach | Wyniki w poszczególnych eliminacjach | Wyniki w poszczególnych eliminacjach | Wyniki w poszczególnych eliminacjach | Wyniki w poszczególnych eliminacjach | Wyniki w poszczególnych eliminacjach | Wyniki w poszczególnych eliminacjach | Wyniki w poszczególnych eliminacjach | Wyniki w poszczególnych eliminacjach | Wyniki w poszczególnych eliminacjach | Wyniki w poszczególnych eliminacjach | Wyniki w poszczególnych eliminacjach | Wyniki w poszczególnych eliminacjach | Wyniki w poszczególnych eliminacjach | Wyniki w poszczególnych eliminacjach | Wyniki w poszczególnych eliminacjach | Wyniki w poszczególnych eliminacjach | Wyniki w poszczególnych eliminacjach | Wyniki w poszczególnych eliminacjach | Wyniki w poszczególnych eliminacjach | Wyniki w poszczególnych eliminacjach | Wyniki w poszczególnych eliminacjach | Wyniki w poszczególnych eliminacjach | Wyniki w poszczególnych eliminacjach | Wyniki w poszczególnych eliminacjach | Wyniki w poszczególnych eliminacjach | Wyniki w poszczególnych eliminacjach | Wyniki w poszczególnych eliminacjach | Wyniki w poszczególnych eliminacjach | Wyniki w poszczególnych eliminacjach | Wyniki w poszczególnych eliminacjach | Wyniki w poszczególnych eliminacjach | Wyniki w poszczególnych eliminacjach | Punkty | Pozycja |
| ---- | --------------------------- | ------------------------------------ | ------------------------------------ | ------------------------------------ | ------------------------------------ | ------------------------------------ | ------------------------------------ | ------------------------------------ | ------------------------------------ | ------------------------------------ | ------------------------------------ | ------------------------------------ | ------------------------------------ | ------------------------------------ | ------------------------------------ | ------------------------------------ | ------------------------------------ | ------------------------------------ | ------------------------------------ | ------------------------------------ | ------------------------------------ | ------------------------------------ | ------------------------------------ | ------------------------------------ | ------------------------------------ | ------------------------------------ | ------------------------------------ | ------------------------------------ | ------------------------------------ | ------------------------------------ | ------------------------------------ | ------------------------------------ | ------------------------------------ | ------------------------------------ | ------ | ------- |
| 2013 | kfzteile24 Mücke Motorsport | MNZ                                  | MNZ                                  | MNZ                                  | SIL                                  | SIL                                  | SIL                                  | HOC                                  | HOC                                  | HOC                                  | BRH                                  | BRH                                  | BRH                                  | RBR                                  | RBR                                  | RBR                                  | NOR                                  | NOR                                  | NOR                                  | NÜR                                  | NÜR                                  | NÜR                                  | ZAN                                  | ZAN                                  | ZAN                                  | VAL                                  | VAL                                  | VAL                                  | HOC                                  | HOC                                  | HOC                                  |                                      |                                      |                                      | 11     | 22      |
| 2013 | kfzteile24 Mücke Motorsport | NU                                   | 17                                   | NU                                   | 21                                   | 18                                   | NU                                   | 24                                   | 16                                   | NU                                   | 18                                   | 23                                   | 8                                    | 11                                   | 15                                   | 10                                   | 8                                    | 15                                   | NU                                   | 17                                   | NU                                   | 18                                   | 15                                   | 14                                   | 12                                   | 22                                   | 13                                   | 17                                   | 18                                   | 15                                   | 15                                   |                                      |                                      |                                      | 11     | 22      |
| 2014 | kfzteile24 Mücke Motorsport | SIL                                  | SIL                                  | SIL                                  | HOC                                  | HOC                                  | HOC                                  | PAU                                  | PAU                                  | PAU                                  | HUN                                  | HUN                                  | HUN                                  | SPA                                  | SPA                                  | SPA                                  | NOR                                  | NOR                                  | NOR                                  | MSC                                  | MSC                                  | MSC                                  | RBR                                  | RBR                                  | RBR                                  | NÜR                                  | NÜR                                  | NÜR                                  | IMO                                  | IMO                                  | IMO                                  | HOC                                  | HOC                                  | HOC                                  | 26     | 17      |
| 2014 | kfzteile24 Mücke Motorsport | 20                                   | 22                                   | 16                                   | NU                                   | 15                                   | 8                                    | 20                                   | 9                                    | 16                                   | 15                                   | 14                                   | 11                                   | 16                                   | 11                                   | 12                                   | 7                                    | 19                                   | NU                                   | 18                                   | 14                                   | 16                                   | 11                                   | 14                                   | 11                                   | 15                                   | 11                                   | 6                                    | NU                                   | 21                                   | 12                                   | 11                                   | 7                                    | 13                                   | 26     | 17      |

### Formuła Renault 3.5/Formuła V8 3.5
| Rok  | Zespół        | Wyniki w poszczególnych eliminacjach | Wyniki w poszczególnych eliminacjach | Wyniki w poszczególnych eliminacjach | Wyniki w poszczególnych eliminacjach | Wyniki w poszczególnych eliminacjach | Wyniki w poszczególnych eliminacjach | Wyniki w poszczególnych eliminacjach | Wyniki w poszczególnych eliminacjach | Wyniki w poszczególnych eliminacjach | Wyniki w poszczególnych eliminacjach | Wyniki w poszczególnych eliminacjach | Wyniki w poszczególnych eliminacjach | Wyniki w poszczególnych eliminacjach | Wyniki w poszczególnych eliminacjach | Wyniki w poszczególnych eliminacjach | Wyniki w poszczególnych eliminacjach | Wyniki w poszczególnych eliminacjach | Wyniki w poszczególnych eliminacjach | Punkty | Pozycja |
| ---- | ------------- | ------------------------------------ | ------------------------------------ | ------------------------------------ | ------------------------------------ | ------------------------------------ | ------------------------------------ | ------------------------------------ | ------------------------------------ | ------------------------------------ | ------------------------------------ | ------------------------------------ | ------------------------------------ | ------------------------------------ | ------------------------------------ | ------------------------------------ | ------------------------------------ | ------------------------------------ | ------------------------------------ | ------ | ------- |
| 2015 | Tech 1 Racing | ALC                                  | ALC                                  | MON                                  | SPA                                  | SPA                                  | HUN                                  | HUN                                  | RBR                                  | RBR                                  | SIL                                  | SIL                                  | NÜR                                  | NÜR                                  | BUG                                  | BUG                                  | JER                                  | JER                                  |                                      | 27     | 13      |
| 2015 | Tech 1 Racing | 14                                   | 16                                   | 12                                   | 14                                   | NU                                   | 8                                    | 14                                   | NU                                   | 3                                    | 9                                    | 14                                   | NU                                   | 18                                   | 8                                    | 12                                   | 9                                    | NU                                   |                                      | 27     | 13      |
| 2016 | Lotus         | ALC                                  | ALC                                  | HUN                                  | HUN                                  | SPA                                  | SPA                                  | LEC                                  | LEC                                  | SIL                                  | SIL                                  | RBR                                  | RBR                                  | MNZ                                  | MNZ                                  | JER                                  | JER                                  | CAT                                  | CAT                                  | 189    | 4       |
| 2016 | Lotus         | 7                                    | 7                                    | 6                                    | 2                                    | NU                                   | NU                                   | 2                                    | 2                                    | 1                                    | 1                                    | 6                                    | 13                                   | 1                                    | 6                                    | 8                                    | 14                                   | 9                                    | 2                                    | 189    | 4       |
| 2017 | RP Motorsport | SIL                                  | SIL                                  | SPA                                  | SPA                                  | MNZ                                  | MNZ                                  | JER                                  | JER                                  | ALC                                  | ALC                                  | NÜR                                  | NÜR                                  | MEX                                  | MEX                                  | COA                                  | COA                                  | BHR                                  | BHR                                  | 201    | 5       |
| 2017 | RP Motorsport | NU                                   | 3                                    | 2                                    | 4                                    | 2                                    | 2                                    | 1                                    | NU                                   | 4                                    | 6                                    | 4                                    | 5                                    | 9                                    | 8                                    | 6                                    | 4                                    | 3                                    | 4                                    | 201    | 5       |

### Formuła 2
| Rok  | Zespół                | Wyniki w poszczególnych eliminacjach | Wyniki w poszczególnych eliminacjach | Wyniki w poszczególnych eliminacjach | Wyniki w poszczególnych eliminacjach | Wyniki w poszczególnych eliminacjach | Wyniki w poszczególnych eliminacjach | Wyniki w poszczególnych eliminacjach | Wyniki w poszczególnych eliminacjach | Wyniki w poszczególnych eliminacjach | Wyniki w poszczególnych eliminacjach | Wyniki w poszczególnych eliminacjach | Wyniki w poszczególnych eliminacjach | Wyniki w poszczególnych eliminacjach | Wyniki w poszczególnych eliminacjach | Wyniki w poszczególnych eliminacjach | Wyniki w poszczególnych eliminacjach | Wyniki w poszczególnych eliminacjach | Wyniki w poszczególnych eliminacjach | Wyniki w poszczególnych eliminacjach | Wyniki w poszczególnych eliminacjach | Wyniki w poszczególnych eliminacjach | Wyniki w poszczególnych eliminacjach | Wyniki w poszczególnych eliminacjach | Wyniki w poszczególnych eliminacjach | Punkty | Pozycja |
| ---- | --------------------- | ------------------------------------ | ------------------------------------ | ------------------------------------ | ------------------------------------ | ------------------------------------ | ------------------------------------ | ------------------------------------ | ------------------------------------ | ------------------------------------ | ------------------------------------ | ------------------------------------ | ------------------------------------ | ------------------------------------ | ------------------------------------ | ------------------------------------ | ------------------------------------ | ------------------------------------ | ------------------------------------ | ------------------------------------ | ------------------------------------ | ------------------------------------ | ------------------------------------ | ------------------------------------ | ------------------------------------ | ------ | ------- |
| 2018 | Campos Vexatec Racing | BHR                                  | BHR                                  | BAK                                  | BAK                                  | CAT                                  | CAT                                  | MON                                  | MON                                  | LEC                                  | LEC                                  | RBR                                  | RBR                                  | SIL                                  | SIL                                  | HUN                                  | HUN                                  | SPA                                  | SPA                                  | MNZ                                  | MNZ                                  | SOC                                  | SOC                                  | YAS                                  | YAS                                  | 1      | 22      |
| 2018 | Campos Vexatec Racing | 16                                   | 15                                   | NU                                   | NU                                   | 12                                   | 14                                   | 12                                   | NU                                   | 15                                   | 10                                   | NU                                   | 17                                   | 15                                   | 14                                   | 15                                   | 15                                   | 10                                   | 14                                   | 16                                   | 15                                   | –                                    | –                                    | –                                    | –                                    | 1      | 22      |
| 2020 | Trident               | RBR                                  | RBR                                  | RBR                                  | RBR                                  | HUN                                  | HUN                                  | SIL                                  | SIL                                  | SIL                                  | SIL                                  | CAT                                  | CAT                                  | SPA                                  | SPA                                  | MNZ                                  | MNZ                                  | MUG                                  | MUG                                  | SOC                                  | SOC                                  | BHR                                  | BHR                                  | BHR                                  | BHR                                  | 5      | 19      |
| 2020 | Trident               | 10                                   | 12                                   | 15                                   | 18                                   | NU                                   | 17                                   | NU                                   | 16                                   | 18                                   | 15                                   | NU                                   | 12                                   | 8                                    | NU                                   | 19                                   | 10                                   | 15                                   | 10                                   | NU                                   | 19                                   | 15                                   | 9                                    | 20                                   | 15                                   | 5      | 19      |
| 2021 | DAMS                  | BHR                                  | BHR                                  | BHR                                  | MON                                  | MON                                  | MON                                  | BAK                                  | BAK                                  | BAK                                  | SIL                                  | SIL                                  | SIL                                  | MNZ                                  | MNZ                                  | MNZ                                  | SOC                                  | SOC                                  | SOC                                  | JED                                  | JED                                  | JED                                  | YAS                                  | YAS                                  | YAS                                  | 16     | 16      |
| 2021 | DAMS                  | 12                                   | 15                                   | NU                                   | 3                                    | NU                                   | 9                                    | 16                                   | 16                                   | 16                                   | NU                                   | 12                                   | 16                                   | NU                                   | 18                                   | 8                                    | 16                                   | OD                                   | 15                                   | 13                                   | 11                                   | 15                                   | 14                                   | 17                                   | 13                                   | 16     | 16      |